# Cimetière nouveau de Puteaux
Le cimetière nouveau de Puteaux est un cimetière communal se trouvant à sur le territoire de la ville de Nanterre dans les Hauts-de-Seine. C'est l'un des deux lieux de sépulture de la ville avec le cimetière ancien de Puteaux.

## Situation
Son accès principal est au no 467 boulevard Aimé-Césaire.

## Histoire
Datant de 1913, il est agrandi en 1950, puis réaménagé en 1995 pour lui faire bénéficier de sa proximité avec les Jardins de l’Arche.

## Personnalités inhumées
- Blat Jutka, fusillé au Mont-Valérien en 1941[2] ;
- Louis Dubois (1859-1946), journaliste, député de la Seine et ancien ministre de Georges Clémenceau (Division 6) ;
- Betty Mars (1944-1989), chanteuse et actrice[3] ;
- Jacques Météhen (1903-1986), compositeur.

On y trouve de plus :
- Une stèle de granit rose pour les morts de la guerre 1914-1918, érigé en 1920,
- une autre stèle en l’honneur des défunts de la Seconde Guerre mondiale,
- un monument érigé en souvenir des victimes de l’Holocauste, datant de 1996, œuvre du sculpteur Crispin Guest[4].